# ウー・ヌ
ウー・ヌ（ウ・ヌー、ミャンマー語: ဦးနု, ラテン文字転写: U Nu, 1907年5月25日 – 1995年2月14日）は、ビルマ（ミャンマー）の政治家。20世紀のビルマにおける主要なナショナリストのひとりであり、独立後のビルマ連邦の初代首相となり、第3代・第5代首相を歴任した。
なお、「ウー」は男性に対する敬称であり、彼の正しい名前は「ヌ」である。

## 生い立ち

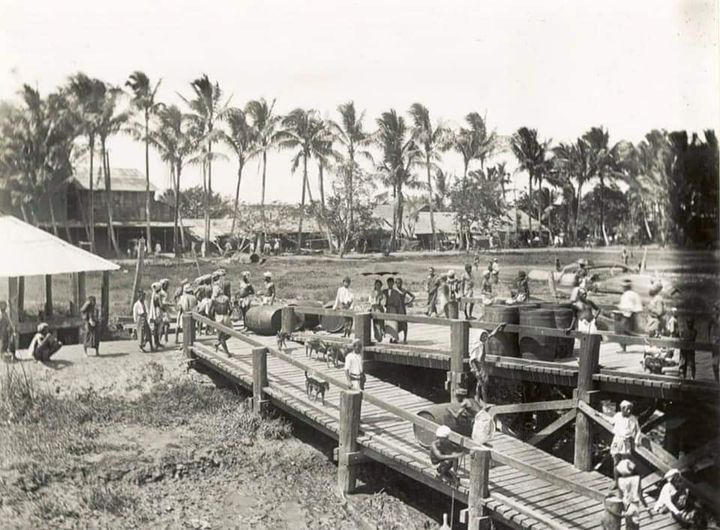
1900年頃のワケマ

1907年5月25日、英領ビルマ下のエーヤワディー地方域・ミャウンミャ県・ワケマ生まれ。土曜日生まれなので、彼の自伝のタイトルは『土曜日の息子』となっている。父親はコー・サントゥン（Ko San Tun）、母親はドー・ソーキン（Daw Saw Khin）で、父親は僧服や仏具を扱う商売人で、さほど裕福ではなかった。
1912年、地元の中学校に入学。成績は可もなく不可もなく。1921年、ミャンマー全土で反英植民地運動が盛り上がる中、ヌもその運動に参加し、ワケマを訪れた英植民地政府の調査団が乗った汽船にソーダ瓶を投げつけ、1週間、警察に拘留された。

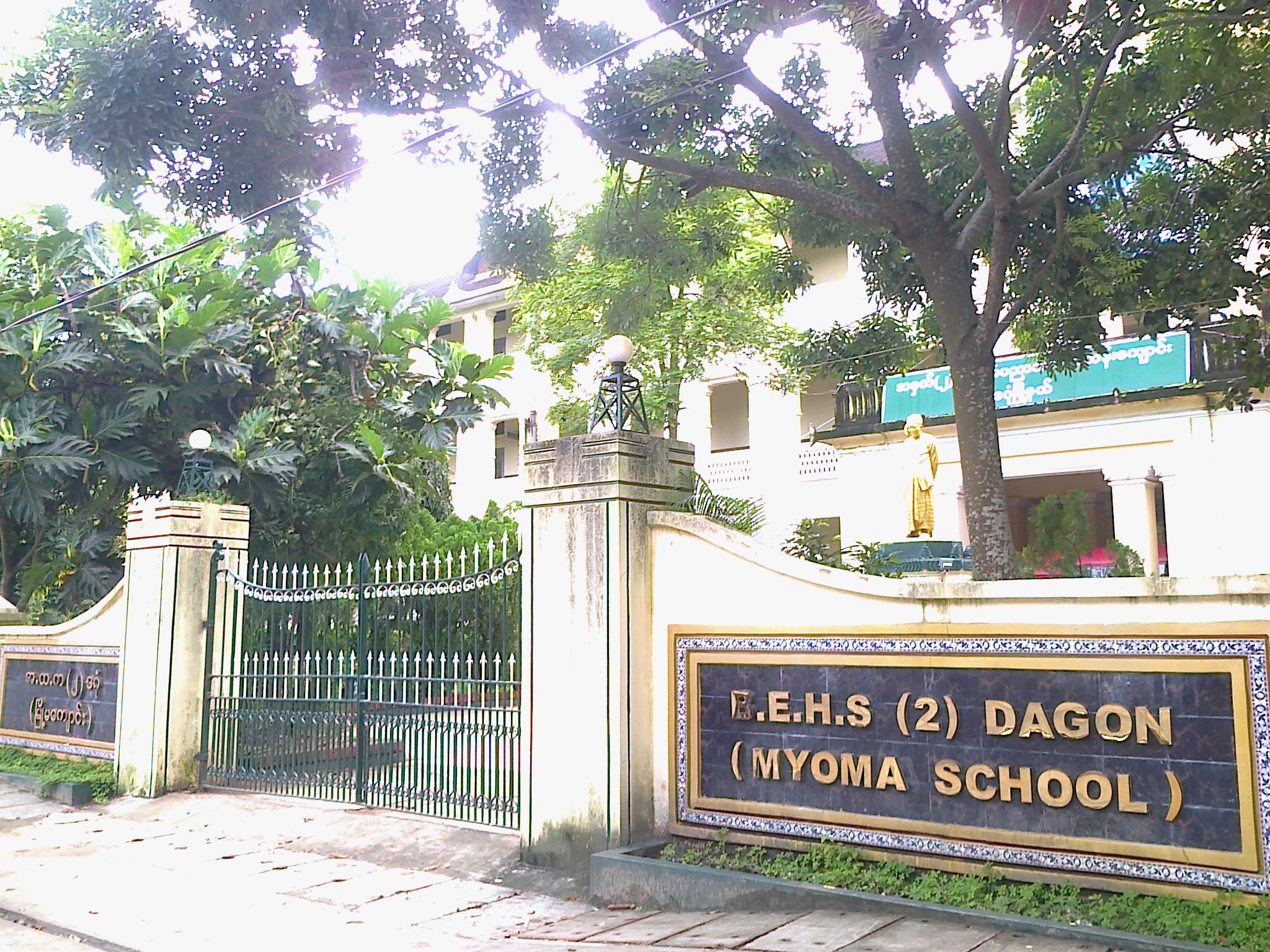
ミョーマ国立高校（現・ダゴン第2基礎教育高校）

1922年、ヤンゴンのミョーマ国立高校に入学。この学校はヌの他、30人の志士のボー・レッヤ、ボー・ゼヤ（Bo Zeya）、パンロン協定締結に尽力した政治家・タンチュエ、国民民主連盟（NLD）の創設者の1人・ウィンティンを輩出した名門校である。しかしヌは、そこで酒と女を覚え、売春宿通いの挙げ句、性病を患い、以後はボクシングやサッカーに勤しんで欲求を発散するようになったのだという。成績は非常に悪く、この頃には直情的で惚れっぽい性格に育っていた。
1924年、ヤンゴン大学に入学。ヌはそこで文学に目覚め、シェイクスピアやセルバンテスなど西洋の文学を読み漁るようになり、自らも詩作や劇作に励んだが、評判は芳しくなく、雑誌へ送っては掲載を拒否され続けた。また大学の進級試験に落第したのを機に、酒と売春宿通いを止め、仏教に目覚めた。
1929年、大学卒業後、一旦、ヤンゴン大学の法科大学院に入学するものの、国立高校の教師になるためにすぐに退学。しかし直情的で傲慢な性格が災いして、ヌは他の教職員と対立するようになり、1年で退職して法科大学院に再入学したが、またすぐに退学して他の国立高校の教師になった。そして1933年には校長に就任したが、翌年、再び退職して法科大学院に再々入学した。

## 独立運動
1934年に法科大学院に戻ってすぐ、ヌはアウンサン、チョーニェイン、テインペーミンという、のちにミャンマーの政界で活躍する面々と出会った。アウンサンとテインペーミンはわれらビルマ人連盟（タキン党）のメンバーでもあった。彼らに感化されてヌも学生運動に参加するようになり、1935年にはヤンゴン大学学生自治会（RUSU）の議長に就任した。RUSU議長としてヌはたびたび大学当局と衝突し、1936年、RUSUの機関誌『オウェイ（Owei、「孔雀の鳴き声」の意）』に大学当局を批判した『逃げ回る狂犬』と題された記事を掲載したRUSU書記長・アウンサンとともに退学処分となった。その後、大学では2人の退学に抗議して4ヶ月に及ぶ学生ストライキが決行された。
大学を退学したヌは1937年11月、イギリスの社会主義者・ヴィクター・ゴランツの「レッド・ブック・クラブ」を真似て、文学、歴史、経済、政治、科学の分野における当時最新の国際思想に触れられる書籍をビルマ語で低コストで出版することを目的とした、ナガニ（赤い龍）図書クラブを設立し、ミャンマーにおけるマルクス・レーニン主義の普及に多大な貢献した。同時に「ビルマのジョージ・バーナード・ショー」たらんとして、自作の戯曲やノンフィクションをナガニから出版。同年、自身の退学のきっかけとなったヤンゴン大学のストライキをテーマにした『ボイコットする者（Bwaing Kaut Ta）』という映画を監督し、アウンサンとともに出演した。
その後、アウンサンに説得されてヌもタキン党に加入し、タキン・ヌとなったが、創作に熱中していたヌは政治活動にはあまり関心がなく、タキン党の事務所にもあまり顔を出さず、1938年のビルマ共産党（CPB）の結成にも加わらなかった。1940年、ヌは反英活動をした容疑で逮捕され、懲役2年の刑を受けてマンダレー刑務所に収監されたが、1942年、日本軍がミャンマーを侵攻した際に、首尾よく刑務所を脱獄した。

1943年8月1日、バーモウを首相とするビルマ国が成立すると、ヌは外務大臣に就任した。当初、ヌは「作家になりたい」と言って入閣を断ったが、バーモウに「若気の至り」と諭され、入閣を受諾した。しかし人見知りするヌにとっては不向きな職務だった。また形ばかりの独立、日本の軍人の横柄な態度、憲兵隊の蛮行など日本軍にもすっかり幻滅していた。1944年、情報大臣に転任になった際の記者会見で、ヌは以下のように述べ、日本人記者たちを困惑させた。
同年8月、アウンサンとヌが中心となって抗日秘密組織・反ファシスト人民自由連盟（AFPFL）が結成され、1945年3月27日、ビルマ国民軍（BNA）は抗日蜂起を起こした。ヌはこの動きを知っていたが、軍事経験のない自分がいると邪魔になるだけだからと蜂起には関わらず、また内閣の仲間からは事後の日本軍との交渉に必要な人材だからと諭されたので逃亡もせず、BNAがヤンゴンに迫ると、日本軍やバーモウと一緒に一旦ヤンゴンを逃れた。

## 首相時代

### 首相就任
日本軍が撤退すると、ヌはエーヤワディー地方域・モーラミャインギュンで隠遁生活を送り、『マルクス主義とは何か?』と『英雄とは何か?』という本の執筆に専念した。政界は引退して、仏教の研究に勤しみ、伝道師になるつもりだった。一度、退任するビルマ総督・レジナルド・ドーマン・スミスに手紙を書き、アウンサンにミャンマーの未来を託すべきと進言した。しかしその進言を引き継いだ新総督・ヒューバート・ランスの下で、1946年9月に組閣された行政参事会（暫定自治政府）にAFPFLのメンバーが多数入閣すると、人員不足に陥ったAFPFLは、「1日2時間働くだけで良い」と約束して、ヌをヤンゴンに呼び戻し、ヌはAFPFLの副議長に就任した。しかし実際は、多忙で執筆の時間は取れなかった。
AFPFLが182議席中171議席を獲得して大勝した1947年4月の制憲議会選挙にも、「永遠に政治に関わることになりそうだから」という理由でヌは出馬しなかったが、議員が1人事故死して欠員ができた際に、アウンサンから直々に補欠選挙への出馬を求められると断りきれず、「独立6か月後に政界から引退する」という約束で、出馬要請を受諾して当選、人民議会の議長に就任した。就任演説では「アウンサン将軍のおかげで、私はコー・ヌからタキン・ヌになった。彼のおかげで、作家から政治家になった。そして彼のおかげで、私はこの壇上に立っている。この将軍のおかげで、次は何をするのだろう？」と述べ、渋っていたわりには嬉しそうだったのだという。
しかし1947年7月19日、アウンサンが他の閣僚6人とともに暗殺され、AFPFL幹部から首相就任を要請されると、いつもは迷ってばかりのヌも、今回ばかりはまったく躊躇せず、「独立6か月後に政界から引退する」という条件はそのままにその要請を受諾した。ウー・ヌには独立運動に積極的に関わっていないというキャリア上の難点があったが、温厚で楽天的な性格が他人を引きつけ、アウンサンやイギリス政府から高く評価されていたことから、なんとなくリーダーに選ばれる雰囲気があったのだという。同年10月、イギリスに赴いてクレメント・アトリー英首相との間でヌ・アトリー協定を締結、ミャンマーの独立が承認された。ヌは『土曜日の息子』の中で「偉大な生まれを持つ者もいれば、偉大さを成し遂げる者もいる。そして、偉大さを押しつけられる者もいる」と述懐している。

1948年1月4日、ミャンマーはビルマ連邦として独立した。その際、ヌは次のように述べ、国民に団結を呼びかけた。

### 反乱の鎮圧
しかしそのヌの言葉とは裏腹に、1948年1月4日の独立直後からビルマ共産党（CPB）、カレン民族同盟（KNU）が反乱を起こし、AFPFLの民兵組織・人民義勇軍（PVO）の共産党支持勢力・革命ビルマ軍（RBA）などミャンマー軍（以下、国軍）や連邦軍警察（UMP）内のカレン族兵士や共産党支持者が離反。1949年には国共内戦に敗れた中国国民党軍（泰緬孤軍）がシャン州に逃れてきて同地域を占拠し、カレンニー州やモン州でも小規模な武装組織が結成され、ラカイン北部ではムスリムのムジャーヒディーンの乱が起きた。ミャンマー全土で内戦が勃発し、「独立6か月後に政界から引退する」というヌの約束は霧散した。独立に先立つ1946年3月、シャン州で開催された第一次パンロン会議で、AFPFL代表として出席したヌは、ビルマ族とカチン族を分離させたのはイギリスのせいだと非難した。しかしカチン族の長老の1人が、ヌのこの主張に断固として反論した。
反乱の火は全土で燃え広がり、1949年の段階ではAFPFL政権はヤンゴン周辺の半径10km以内のみを実効支配するだけで、ビルマ政府ならぬ「ラングーン政府」と揶揄される事態に至った。この際、ヌは各勢力と粘り強く交渉し、飛行機やジープで各地の戦場に足を運んだ。そしてネ・ウィンを国軍総司令官に任命し、地方有力者の協力を得てリクルートした若者たちからなるシッウンダン（Sitwundan）という民兵組織を編成、イギリスとインドから兵器の支援を、イギリス連邦下のオーストラリア、パキスタン、スリランカから600万ポンドを融資を受け、なんとか国軍を立て直し、1950年代半ばまでに各武装勢力を国境地帯へと追いやり、国土の主要地域の回復することに成功した。

### ピードーター計画
反乱の鎮圧のために全国を飛び回ったヌは、各地で国民の意見に耳を傾け、この経験を元に、政府は1951年8月、アメリカのエンジニア・コンサルティング会社・ナッペン・ティペッツ・アベット（Knappen Tippets Abbett）、鉱山エンジニアリング会社、経済コンサルティング会社と契約を結び、国際開発庁（USAID）の前身・技術協力局 (TCA）の資金援助を得て、ビルマの人的・物的資源開発のための包括的プログラムの作成を開始した。そして1953年8月、1.地方政府への権限委譲、2.健康、3.教育、4.経済、5.耕作地の国有化、6.交通、7.福祉、8.民主的な地方議会、9.辺境・未開発地域の開発、10.再建の10項目からなる2巻800ページに及ぶ『包括的報告書：ビルマの経済と工学の発展』というレポートが提出され、これにもとづいて8年半で国民総生産（GDP）の90％上昇を目標とするピードーター（新生活の創造）計画が実施された。これは戦後の脱植民地化の時期、開発途上国が採用した最初の経済開発計画の1つであり、他の国々のモデルとなった。しかし、ピドーター計画は、1957/58年の予算危機で大きく軌道から外れ始め、1958年9月にネ・ウィンの選挙管理内閣が成立した際に事実上終了した。

### 経済の自由化
AFPFL政権は、その実、のちのネ・ウィンの革命評議会とも共通するかなり社会主義的要素の強い政権で、1947年9月の制憲議会での演説で、ヌは以下のように発言している。
1. 新生ビルマは左翼国家となる。左翼国家とは全国民がその能力を発揮して、資源を消費物資に転換し、それを各自の必要に応じて使用できる国家である。左翼国家においては、一握りの人間が富を独占することはありえず、支配階級・非支配階級の区別も存在しない。
2. イギリス、インド、中国人資本家がビルマの富を搾取して肥え太り、ビルマ人が貧苦に喘ぐという、不公正な経済制度は打破しなければならない。とはいえ、イギリス、インド、中国人資本家の地位にビルマ人資本家が取ってかわることも認められない。
3. 私は、貧しい国々の擁護者であるソ連を尊敬しているが、われわれがソ連方式のみに依存することはできない。

また1948年1月4日の独立記念式典でもヌは政府の目標は社会主義国家の建設であり、国内の大企業を国有化する方針を明らかにしており、1948年憲法でも、第23条で公共の利益のために私有財産を国有化できる、第30条で国家がすべての土地の最終所有者である、第42条で国家が私的利益を追求しない経済団体に物的支援を与えることなど社会主義色が濃い規定があった。しかし、役人の腐敗と無能に幻滅したヌは徐々にその方針を転換し、1959年9月にビルマ連邦投資法を制定して外資の導入を奨励するようになった。
ヌは『土曜日の息子』の中で以下のように語っている。
1. 政治家はビジネスに介入すべきではない。ビジネスに損害が出る。
2. 逆にビジネスマンは自分の領域に留まるべきだ。政治に介入すれば、国家が破滅する。
3. 政治家は権力を最大限に活用して、民間企業を最大限に奨励しなければならない。
4. ビジネスマンは、生活水準、教育、公衆衛生の向上のために政治家が必要とする手段を国に提供できる程度まで、経済の改善に集中しなければならない[35]。

### 仏教振興・国教化の試み

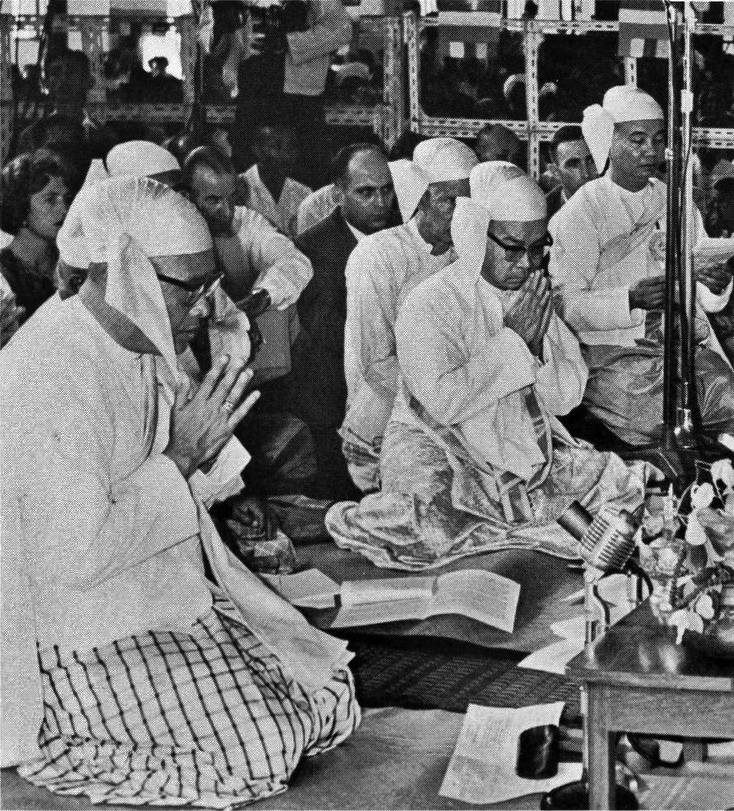
1961年、釈迦の命日に祈りを捧げるウー・ヌ。

敬虔な仏教徒であったヌは在任中に以下のような仏教振興策を実施した。
1. 仏典をミャンマーに訳し、パーリ語を読めない人々でも読めるようにした。
2. すべての学校・大学で仏教教育を実施
3. 寺院内にパーリ語の大学を設立。
4. 僧侶と在家信者を対象に宗教知識試験を実施。刑務所でも実施され、試験合格者は刑期が免除された。
5. ヤンゴンに瞑想センターを設立。全国に設立する予定だったが実現しなかった。
6. 仏教伝道協会を設立。
7. 山岳地帯の仏教の普及の奨励
8. 1951年10月、ヤンゴンで第6回仏教結集会議（英語版）を開催。

そして1960年の選挙運動中、ヌは多数派の仏教徒の支持を得るために仏教の国教化を打ち出した。その際、ヌは、他宗教の反発を抑えるために、イスラム教、キリスト教、ヒンズー教の指導者と会談して、それぞれの宗教の信仰の自由を保証し、キリスト教徒に対しては宗教を教える権利を保証する法律まで制定した。しかし、1961年2月5日、仏教徒の国教化に反対するカチン族の武装組織・カチン独立軍（KIA）が反乱を起こし、1962年にネ・ウィンがクーデターを起こしたことにより、結局、実現しなかった。

### 非同盟・中立外交

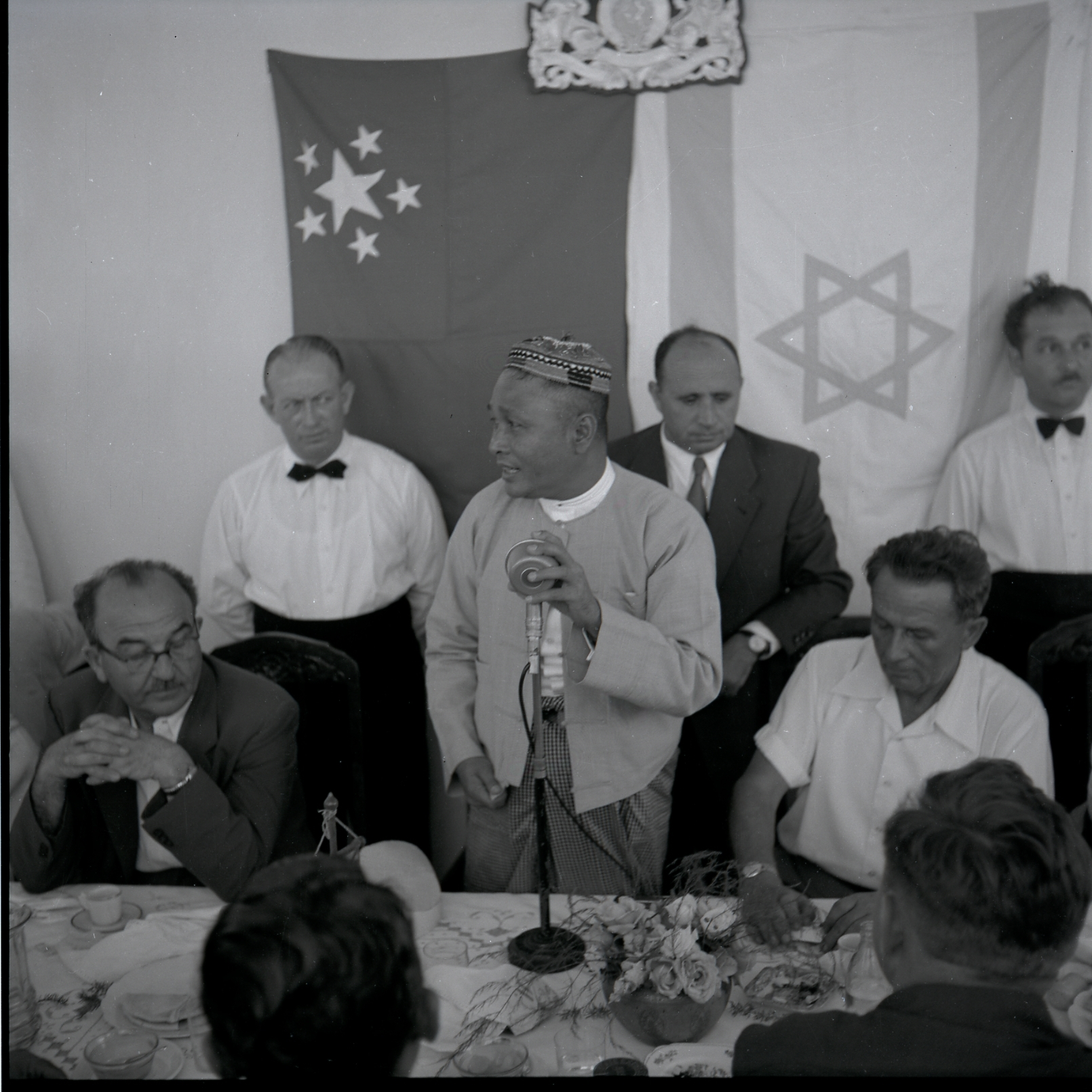
1955年、イスラエルを訪問したウー・ヌ

前述したように、独立当初、ヌは「貧しい国々の擁護者であるソ連を尊敬しているが、われわれがソ連方式のみに依存することはできない」と述べ、当時の超大国、アメリカ・欧州、中国、ソ連のいずれにも与しない非同盟・中立の外交方針を鮮明にした。当初は外国との関与を避けるだけの消極外交政策だったが、国内情勢が安定してからは、自ら進んで国際平和に貢献する積極外国政策に転じた。1955年、インドネシアのバンドンで開催された第1回アジア・アフリカ会議にも出席している。ヌは特にインドのジャワハルラール・ネルー首相と中国の周恩来首相と親しかった。1955年7月には訪日を果たし、昭和天皇との会談や宮中午餐に出席するなどした。
しかし、終局、冷戦の対立はミャンマーにも持ちこまれ、各国大使館はパトロンとなって、自分たちの政治見解を代弁してくれるミャンマーの新聞、出版社、作家、ジャーナリスト、映画人を支援した。1950年、ヌは『人民の勝利の声』という戯曲を執筆した。これは独立初期のミャンマーを舞台にCPBとの戦いとイデオロギー闘争を描いたものだったが、ナガニ図書クラブの創立者だったヌは決して反共主義者ではなく、その内容はむしろ民主主義讃歌だった。この戯曲はのちにラジオドラマ、漫画、絵本にもなった。またアメリカ大使館関係者がこの戯曲に目を付け、『反逆（Rebellion）』と改題してカルフォニア州で上演した。
その後、ヤンゴンに事務所を開設していたアジア財団（TAF）が、この戯曲を『人民の勝利』と改題して映画化を決定したが、その際、内容を反共的なものに改めた。制作費は当時としては巨額の約20万米ドル、全編ミャンマー語で、監督はテレビドラマ『ローン・レンジャー』シリーズで有名なジョージ・B・ザイツ・ジュニアが務めた。1953年12月26日、『人民の勝利』は全国で無料上映されたが、その内容は退屈な政治的対話とイデオロギー議論に終始するもので、怒った観客が映画館を放火するような事件も起き、興行的に大失敗に終わった。

### AFPFL分裂、ネ・ウィン選挙管理内閣、そして1962年クーデター
独立以来、圧倒的与党として存続していたAFPFLは、ヌとビルマ社会党のバースエ、チョーニェイン、タキン・ティン（Thakin Tin）の四頭体制で運営されていた。しかし1956年5月、第2回総選挙でAFPFLの議席を減らしたヌは、「1年後にAFPFL会長職からも退き、政界を完全に引退する」と宣言して辞任、後任の首相にはバースエが就任した。しかしヌが野に下っている間に、バースエがヌの復帰を阻止するという陰謀が発覚。「既に引退宣言しているのに余計なことを」と侮辱されたと感じたヌは、激怒して引退宣言を撤回、1957年3月、首相に復帰した。しかし、ヌとバースエ、チョーニェインの社会党派との確執はもはや修復しがたく、1958年1月、AFPFLは、ヌ、タキン・ティンの清潔AFPFLとバースエ、チョーニェインの安定AFPFLに分裂した。6月9日、安定AFPFLが提出した内閣不信任案は、清潔AFPFLが、CPBの地上代表でもある左翼統一ブロック・国民統一戦線（NUF）の支持を取りつけたことにより、否決され、清潔AFPFLが政権を担当することになった。

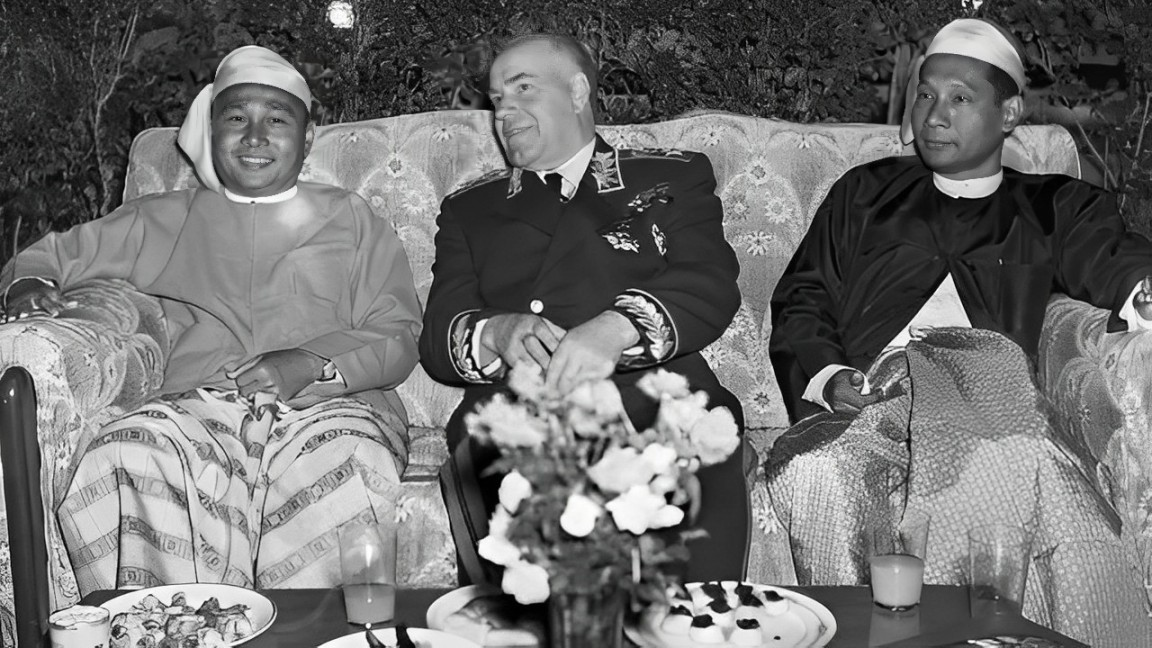
ウー・ヌ（左）とバースエ（右）

しかし今度は清潔AFPFLと国軍との関係が悪化した。NUFの支援を仰いだことで清潔AFPFLはCPBとの妥協を迫られ、1958年6月24日、政府は全反乱軍に対する恩赦を発布したが、これはCPBを宿敵と見なす国軍には受け容れられないことだった。また上ビルマ視察中のヌは欠席した同年9月1日に開催された清潔AFPFL全国大会の席で、ボー・ミンガウン（Bo Ｍin Gaun）という人物が「国軍は全人民の敵ナンバー１」と発言し、あとでヌが釈明に追われる事態となった。そしてこの一連の動きに反発して、国軍北部軍管区司令官・アウンシュエがクーデターを計画。しかし国軍の参謀本部と南部軍管区司令官はクーデターに反対しており、このままでは国軍と連邦軍警察の対決、ひいては国軍内の分裂は避けられない事態となった。そこで国軍幹部のアウンジー准将とマウンマウン博士が事態の収束に奔走、結果、1959年4月に選挙を実施することを条件にヌがネ・ウィンに合法的に政権を移譲することで決着し、同年10月28日、ネ・ウィンが首相に就任し、選挙管理内閣が成立した。ヌはこの政権奪取劇はむしろ国軍の評判を下げ、自分たちの首を締めることになるだろうと考えていたのだという。
件の選挙管理内閣はそれなりの業績を上げた後、約束から少し遅れて民政移管した。その後、1960年2月に総選挙が実施され、全250議席中、清潔AFPFLが159議席を獲得するという大勝を収めた。安定AFPFLはわずか42議席で、バースエもチョーニェインも落選するという大惨敗を喫し、42議席あったNUFは1議席も獲得できなかった。この大勝の原因は、前述した仏教国教化の公約とともに、ヌの国民的人気の高さもあったと言われる。清潔AFPFLを連邦党と改名して臨んだ1960年4月5日の首相就任演説で、ヌはこれまで自分や党が犯した数々の「非民主的な」過ちを認め、「わが国に民主主義を根付かせる」と宣言した。実際、ヌは以前と違って、野党の意見や立場を汲み入れる国会運営を心がけた。
しかし、連邦党と改名した後も党内は派閥争いが激しく、前述したように仏教の国教化と中緬国境画定の際に従来カチン州の領土とされていたピモー、ゴーラン、カンパン地方を中国に割譲したことに反発したKIAが反乱を起こし、政権は安定しなかった。また1961年6月様々な民族のリーダーたちが集まってタウンジーで全州会議を開催し、（１）ビルマ人のための「ビルマ州」の設置（２）上院の議席を各州に同数割当てる（３）中央政府の権限を外交や国防などに限定することなどを要求してきて、ヌは苦境に陥った。そして、この「真の連邦制」は国軍の目には連邦分裂をもたらしかねない危険思想と映ったようだ。
1962年3月2日午前2時、ヌが睡眠中だった首相公邸の寝室に国軍兵士に入ってきて、銃を突きつけ、玄関前に連れ出した。迎えの車を待っている間、兵士はトランシーバーで「ウジ虫を捕まえた」と話していたのだという。クーデター作戦において「ウジ虫」というのがヌのコードネームだった。その後、ヌはミンガラドンにある2階建ての家に連れて行かれ、そこに監禁された。その段になってもヌは、クーデターは下級兵士が勝手に起こしたもので、そのうちネ・ウィンが助け出してくれるだろうと思っていたのだが、午後5時頃、ラジオからクーデターの実行を告げるネ・ウィンの声が聞こえてきた時、天を仰いだのだという。

## 議会制民主主義党

### 議会制民主主義党の結成
ヌは1966年10月に釈放された。1968年5月にラカインでサイクロンによる被害が発生した時は、伝道師を装って、1人当たり1チャットまを限度に寄付金を募り、40万チャットを集め、国営新聞には「感嘆と敬意を抱く群衆を引き付けた」と書かれた。しかし最終的に政府はヌの活動を扇情的と見なして禁止した。
1968年11月29日、ネ・ウィンはヌ、チョーニェインなど釈放されたばかりの老政治家33人を集め、国家統一の方策を立案し、当時準備中であった新憲法に反映させるための国内統一諮問委員会を設立。この際ヌは、（１）ネ・ウィンが自分に権力を返還する（２）ヌが暫定議会を招集してネ・ウィンを暫定政府の大統領に選出し、自分は辞職する（３）国民の政治活動の自由を認め、全政治犯を釈放する（４）暫定議会を解散して、新議会を選出する選挙を実施する（５）ネ・ウィンは2回まで大統領に再選可という案を出したが、当然、これも認められなかった。

1969年4月、ヌは会議を離れてインドへ巡礼の旅へ赴き、その後、イギリスに渡って、同年8月29日、ロンドンで記者会見を開いて、ネ・ウィンを武力で打倒するために議会制民主主義党（PDP）を結成すると発表した。その声明文の中でヌは、1962年のクーデターは憲法を踏みにじるもの、一握りの新しいエリート階級が国民を搾取している、ネ・ウィンは自分の融和的な提案を無視した、もはや武力に訴えるしかないと述べたうえで、以下のように国民に誓いを立てた。

### 民族統一解放戦線の結成
ヌのブレーンは、ミャンマーでもっとも影響力があった英字新聞『ネイション」の創刊者・エドワード・ローヨンだった。1962年クーデターの際、彼も投獄され、6年間刑務所で過ごしたが、その間、ネ・ウィン打倒策を練っていた。彼の計画は、退役軍人と少数民族武装勢力を結集して武装組織を結成し、社会的影響力のある僧侶たちに国民を率いて政府に反旗を翻すように促し、あわよくばアメリカ、イギリス、日本、西ドイツなどの西側諸国の支援を仰ぐというものだった。そのためには敬虔な仏教徒で、国民的人気の高いヌは必要な人材だった。
PDPはバンコクに本部を構え、ウー・ヌ（議長）、ボー・レッヤ（副議長、元30人の志士、AFPFL政権の元国防大臣）、ローヨン（書記長）などの著名人を揃えた布陣を敷き、ネ・ウィンの弾圧から逃れたカレン族の政治家たちが結成した民族解放評議会（National Liberation Council：NLC）、ヤンゴンの銀行支店長イェチョートゥー（Ye Kyaw Thu）の支援を受け、元駐米大使の父を持つティンマウンウィン（Tin Maung Win）が率いる中産階級出身の若い民主化活動家グループ、元ヤンゴンの大学生・デヴィッド・ゾートゥン（David Zaw Tun）が率いる50人ほどの学生部隊を中核として、愛国解放軍（Patriotic Liberation Army:PLA）という武装組織を結成した。軍資金は、PDPがヤンゴンを占領したら独占的石油採掘権を与えるという条件で、カナダのアスマラ（Asmara）石油会社から数百万ドルを受け取ったとされるが、CIAから資金提供を受けていたとも言われている。CIAにとってPDPは反共の防波堤として一定の価値があった。
武装勢力との協力においては、かつてコーカン革命軍を率いていたジミー・ヤン（コーカン）に協力を仰ぎ、元チン大臣のマンダライン（Mang Da Laing）が結成したチン民主党という小さな武装組織に資金を提供、さらにKNU、新モン州党（NMSP）と同盟を組んで民族統一解放戦線（National United Liberation Front: NULF）を結成した。

### 衰退
PLAの軍服には土曜生まれのヌにちなんだ龍のシンボルマークが描かれていた。またラジオ局を解説して反ネ・ウィンプロパガンダ放送を流したり、片面にヌの名前、もう片面に8つの連邦州を表す8つの星を刻印した金貨を数百枚鋳造し、「解放区」の通貨と主張して各国大使館や海外の報道機関に配布したりした。最盛期には6,000人ほどの兵力を擁し、他にもバースエ他、元政治家、官僚、学生などのインテリ層も数多くPDPに合流した。PLAは、KNUの軍事部門・カレン民族解放軍（KNLA）やNMSPの軍事部門・モン民族解放軍（MNLA）とともに、ダウェイ、モーラミャイン、タトン、タウングーなどにある国軍の前哨基地を攻撃し、PDPの発表では、1971年に30回、1972年に80回、1973年前半に47回の戦闘があり、その2年半の間に国軍兵士925人を殺害し、1,000人以上を負傷させ、損失は死者88人、負傷者92人だったのだという。その他、鉄道や送電線を破壊してインフラを麻痺させたりした。
しかしPDPの抵抗もここまでだった。期待していた国軍兵士の合流は少なく、1972年4月7日には、航空機でヤンゴン上空から国軍兵士にPLAへの参加を呼びかけるビラを撒いたが、反応はなかった。またKNLAの司令官たちは総じてビルマ族の兵士たちを自分たちの領土に入れるのに消極的で、1971年2月22日には、司令官の命令に従わないKNLA第1旅団の中隊長8人を、KNLA最高司令官ボー・ミャの命令し、処刑するという事件が起きた。さらにヌ以下ほとんどのPDP幹部たちは、PDP結成以来ジャングルをほとんど訪れず、バンコクの高級ホテルに泊まって自家用車を所有する贅沢三昧の生活を送っており、兵士たちの反感を買っていた。
1972年4月、KNUの幹部が、連邦共和国構想の中でカレン州の分離独立権を主張すると、ヌは各州の分離独立権を認めると、外国の内政干渉を許し、連邦崩壊を招くと主張して、PDP議長を辞任した。PLAはその後、人民愛国党（People’s Patriotic Party：PPP）と改名して、ボー・レッヤがわずか数十人の軍勢を率いていたが、1978年11月29日、PPP内の派閥抗争の最中に流れ弾が当たってボー・レッヤが死亡し、PPPは事実上壊滅した。

## 8888民主化運動
PDP離脱後、ヌはバンコクに滞在していたが、1973年にネ・ウィンがタイを訪問したのを機にタイからの退去を求められ、アメリカへ移住し、有名なミャンマー学者・フランク・トレイガーの紹介で、しばらくニューヨーク大学で教鞭を取った。その後、インドに移って瞑想三昧の日々を過ごしていたが、1980年に政府が恩赦を発表すると、ヌは、ボー・ムアウン、ボー・ヤンナインなど元PDPの指導者たとともに、これに応じて政府に降伏した。既にヌたちの存在は政府にとって脅威ではなくなっていたが、彼らの降伏は都市部の中産階級の反体制派の崩壊をしており、その意義は小さくないと見られていた。11年ぶりに帰国したヌは、空港で大統領補佐官に迎えられ、迎賓館に宿泊した。そして希望に応じて永久または一時的に国内に滞在する権利を保証された。ヌは、国内外で仏教の普及に尽力したいと表明し、仏教の聖典である三蔵を英訳するプロジェクトを開始すると、ネ・ウィンから激励を受け、ピタカ（Pitaka）翻訳協会の会長に任命された。その後、ヌは仏教の伝道師として国中を回り、集会を開いては多くの聴衆を集めるという生活を送り、周囲には政治からはもう引退したと漏らしていたのだという。
しかし1988年、8888民主化運動と呼ばれる大規模な反政府デモが全国で巻き起こると、ヌは再び腰を上げ、同年8月29日、一党独裁制を定めた憲法を無視して民主平和連盟（League for Democracy and Peace：LDP）という政治組織を結成し、元PDPの仲間たち、元AFPFLの仲間たちが多数参加した。しかし9月9日、ヌは突然、暫定政府の樹立を発表。内閣名簿も発表され、閣僚の多くは1950年代の清潔AFPFLのメンバーで、さらに元国軍総司令官のティンウーが「国防大臣」とされていた。ただその内容は、（１）自分は1962年に非合法なクーデターで政権を奪われたが、1947年憲法にもとづき今でも合法的な首相である（２）10月9日に選挙を行うが、投票用紙や投票箱を用意できないので大集会における拍手で議決したい（３）地方で選挙ができないのは大変遺憾、というもので、同じく民主化運動のリーダーの1人に祭り上げられていた元国軍ナンバー2・アウンジーは「馬鹿げている」と一笑に付し、アウンサンスーチーは記者会見を開いて「ウー・ヌ前首相が率いる『並行政府』が樹立されたと聞いて驚いている。国民の未来は国民大衆によって決定される」と見解を述べ、翌日、ティンウー以下元国軍将校は閣僚を「辞任」し、民主平和連盟からも脱退した。結局、ヌは3日後に撤回に追いこまれた。9月13日には、学生たちが、スーチー、ヌ、アウンジー、ティンウーの4人をヤンゴン市内の医科大学の教室に集めて、暫定政権樹立を求める会合を開き、翌日、ヌが同じ教室に現れ自分の所信を述べたが、昔話と自慢話に終始して学生たちの失笑を買った。往々にして、スーチー以下、若い世代との間には断絶があり、ヌの言動は白い目で見られていたのだという。
国家秩序回復評議会（SLORC）が実施すると発表した総選挙にも、ヌはLDPを率いて参加を表明した。しかしヌの息子ウー・アウン、元PDPで、バーモウの息子・ザリモウ、チン民主党の元党首マンダレイン、ヌの暫定政府の閣僚で、日本軍から軍事訓練を受けたこともあるタキン・ボーキンマウン（Thakin Bo Khin Maung）が泰緬国境に集まり、元泰緬孤軍将軍・フランシス・ヤップを含む多くの国内外の支援者からの資金援助を受けて、1989年1月19日、ビルマ民主団結同盟（Alliance of Democratic Solidarity Union of Burma：ADSUB）を設立し、新モン州党（NMSP）の許可を得て、その領土内のスリーパゴダ峠近郊に小さな拠点を設置した。
この動きとヌの関わりを疑った当局は、1989年12月29日、ヌを自宅軟禁下に置き、ヌの立候補資格を剥奪した。逮捕前に国民に向けた最後のメッセージでヌは、ミャンマーの政治的悲劇の責任はすべてネ・ウィンと国軍にあり、1958年、1962年、1988年の3度にわたり、ヌの合法的政府から権力を奪取したと主張した。そして自分を罵倒し、殺し、終身刑務所に送っても動じない。唯一の願いは、遺体を妻に返し、袋に入れて魚の餌として海に投げ込んでもらえば満足だと挑発的に述べた。ただし支持者たちには、復讐は決して甘くなく、代わりにブラフマチャリアヴァダ（Brahmacariyavada、「高潔で崇高な思想の実践」の意）を通じて解放を目指すよう促した。
結局、1990年5月27日に実施された総選挙では、LDPは1議席も獲得できない惨敗に終わった。

## 死
ヌは1992年4月23日に釈放され、1995年2月14に、自宅で心臓発作で亡くなった。享年87歳。葬儀には5000人ほどの参列者が集まり、各国大使館関係者や政府関係者も顔を見せたのだという。

## 家族

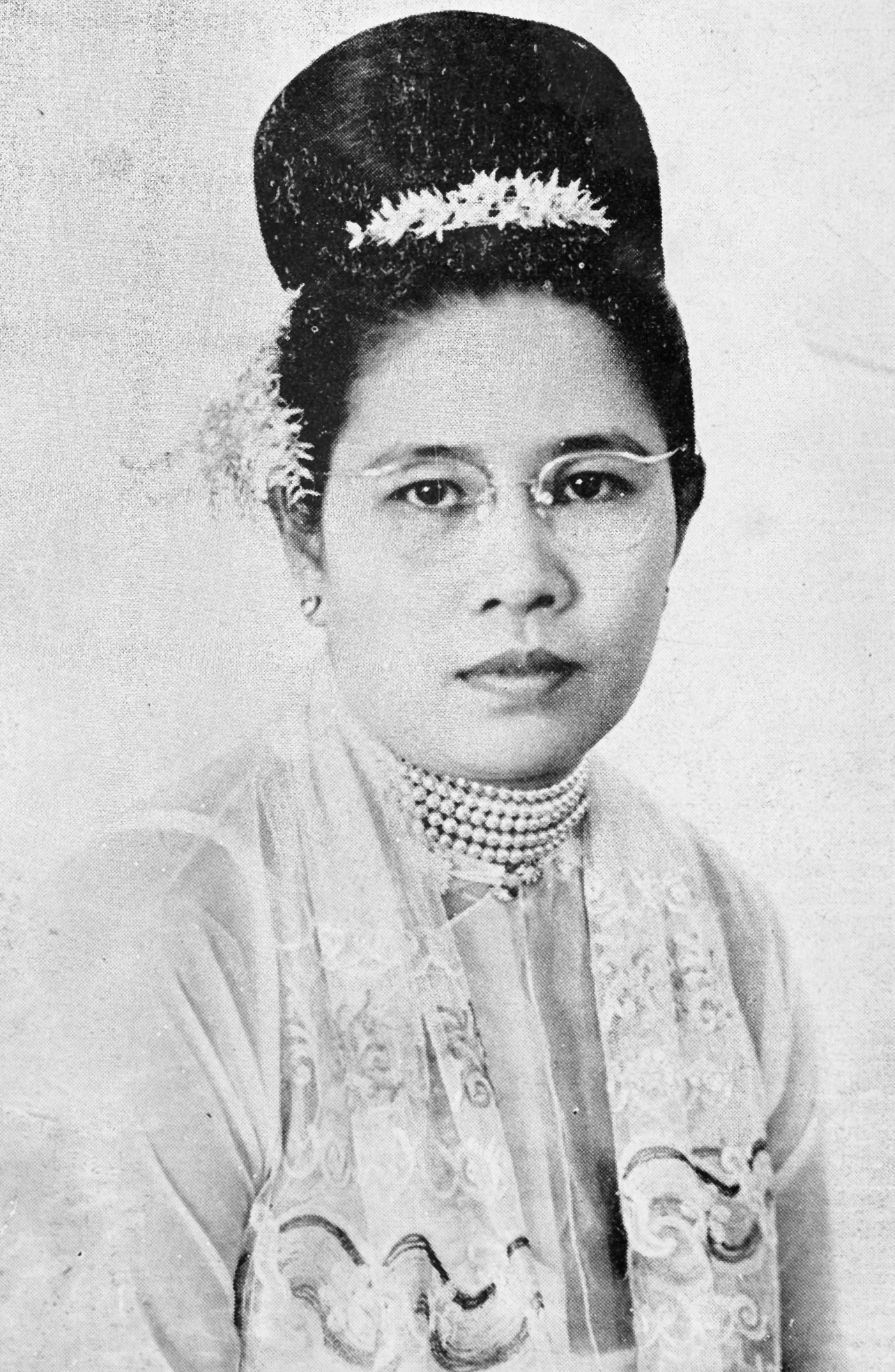
ウー・ヌの妻・ミャイー

ヌは妻のミャイ ー(1910–1993)との間に、サンサン（San San、娘）、タウンタイ（Thaung Htaik 、息子）、マウンアウン（Maung Aung、息子）、タンタン（Than Than、娘）、チョーチョー（Cho Cho、娘）という5人の子供がいた。
1948年1月、ヌは”独身の誓い（ミャンマーでは性交渉をしないという意）”を立て、以降、妻とは寝室を別にしていたのだという。